# Дэва (индуизм)
Дэ́ва, или дэвата (санскр. देव, IAST: deva), — бог, божественное существо в индуизме. В писаниях и традиции индуизма дэвы обычно противопоставляются асурам.

## Этимология
Предположительно, слово происходит от праиндоевропейского *deiwos — прилагательного, которое означает «небесный» или «сияющий» и является вриддхи от корня *diw «светиться». Женский род дэви «богиня» (PIE *deiwih2). Также может иметь определённое отношение к корню *диив — «играть».
Однокоренное слово в авестийском языке — daēva, которое, однако, имеет отрицательный смысл. В зороастрийских текстах дэвы — это отвратительные существа, олицетворение зла.
Родственно русское слово «диво», а также армянское арм. դև («демон»), груз. დევი («злой дух»), литовское dievas, латышское dievs, прусское deiwas, германское tiwaz и латинское deus («бог») и divus («божественный»), от которого также произошли английские слова divine, deity, французское dieu, испанское dios и итальянское dio. Славянское слово *divъ (*deiwos) является продолжением общеиндоевропейского слова.
Родственно, но несколько отличается от праиндоевропейского имени *Dyeus, которое, хотя и происходит от того же корня, изначально могло означать небо, отсюда и «Бог ясного неба» — основной бог индоевропейского пантеона, на санскрите Дьяус.
В современном индуизме дэвов также называют словом дэвата. На цыганском языке слово Бог, дел или девел, — прямой потомок от дэвата.

## Дэвы в Ведах
Пантеон традиции шраута состоит из различных богов и богинь.
Основные дэвы:
- Агни
- Индра
- Савитар
- Ваю
- Варуна
- Маруты
- Адитьи
- Рудра
- Вишну
- Брахма
- Пушан
- Брихаспати
- Ашвины
- Вишвадевы
- Притхви
- Дьяус
- Антарикша
- Дишас
- Мурдха
- Праджапати

Основные дэви (богини):
- Вач или Сарасвати
- Ума или Шивая
- Лакшми или Шри

## Ведийская религия
В Ведах содержатся мантры, предназначенные для удовлетворения дэвов и получения их благословений. В «Ригведе», самой древней из четырёх Вед, описываются 33 основных дэвов, тогда как их общее число, согласно разным интерпретациям, составляет 330 млн или 33 млн.
Одни дэвы представляют силы природы, а другие — определённые моральные ценности. Дэва, которому посвящено больше всего гимнов «Ригведы», это Индра. Агни и Сома представляют огненное жертвоприношение, называемое яджна. Всем дэвам вместе поклоняются как Вишвадевам. Варуна одновременно является дэвом и асурой.

## Классический индуизм
Дэвы в индуизме — это небесные существа, божества, которые управляют различными силами природы, такими как огонь, воздух, ветер и др., и являются слугами Единого Всевышнего Бога. Некоторые дэвы занимают более важное положение — они управляют сложными космическими процессами и играют ключевую роль в творении и поддержании жизни во Вселенной, как, например, Брахма. Большинство дэвов играют незначительную роль в индуизме. Однако некоторые, такие как Ганеша, исполняют особо важные функции во вселенской администрации и являются популярными объектами поклонения среди индусов. Индуистская троица, которая на санскрите называется Тримурти, состоит из Брахмы, Вишну и Шивы. Шиву обычно называют Махадева — «Великий дэва», так как во всех традициях индуизма он занимает более возвышенное положение по сравнению с другими дэвами. В вайшнавизме Шиву рассматривают как почти равного по могуществу с Вишну и Его аватарами, а в шиваизме Шива выступает как Верховная форма Бога.